# Marijan Vlak
Marijan Vlak (ur. 23 października 1955 w Sisaku) – chorwacki piłkarz grający na pozycji bramkarza, i trener piłkarski. Jako zawodnik występował w Dinamie Zagrzeb, z którym wywalczył mistrzostwo (1982) i dwa Puchary (1980 i 1983) Jugosławii. W Dinamie rozpoczynał też pracę szkoleniową, najpierw jako asystent, a od 1997 pierwszy trener. W 2000 roku zdobył z klubem ze stolicy Chorwacji tytuł mistrza kraju. Ponadto prowadził Slaven Belupo, węgierski Ferencvárosi TC i ostatnio MŠK Žilinę. Od 1994 roku należy do sztabu szkoleniowego reprezentacji Chorwacji. Jest odpowiedzialny za obserwowanie i analizę gry rywali.

## Kariera piłkarska
W latach 70. i 80. uznawany był za jednego z wyróżniających się bramkarzy w Jugosławii, mimo iż nigdy nie zagrał w reprezentacji tego kraju. Z Dinamem Zagrzeb, w którym występował przez całą swoją karierę, zdobył w 1982 roku tytuł mistrza Jugosławii.
- 1973-87 –  Dinamo Zagrzeb

## Kariera szkoleniowa
- 1988-97 –  Dinamo Zagrzeb, asystent
- 1997-98 –  Dinamo Zagrzeb
- 1998-98 –  Slaven Belupo
- 1999-99 –  Ferencvárosi TC
- 1999-00 –  Croatia Zagrzeb
- 2002-02 –  Dinamo Zagrzeb
- 2002-04 –  NK Kameningrad, menedżer
- 2005-06 –  MŠK Žilina
- 2006 –  FC Fehérvár
- 2008-09 –  Dinamo Zagrzeb
- od 1994 –  reprezentacja Chorwacji, członek sztabu szkoleniowego

## Sukcesy szkoleniowe
- mistrzostwo Chorwacji 2000 z Dinamem Zagrzeb